# Push the Beat for This Jam (The Second Chapter)
«Push the Beat for this Jam (The Second Chapter)» (рус. «Жми на ритм для этого джема (Вторая глава)») — второй альбом-сборник лучших песен группы Scooter, вышедший в 2002 году. В некоторых странах альбом имел другие названия: «Push the Beat for this Jam — Singles '94-'02» в Великобритании и Австралии, «Pushing the Beat: The Best of Scooter» в США. Одна песня со сборника вышла в качестве отдельного сингла — «Ramp! (The Logical Song)».

## Об альбоме
«Push The Beat For This Jam» вышел на двух CD — на первом были представлены 11 заглавных песен с синглов Второй главы творчества коллектива (1998—2002) плюс 8 би-сайдов с этих синглов, не выпущенных на студийных альбомах. На втором CD были представлены 4 новые композиции, 4 ремикса на сингловые композиции и 5 «живых» версий песен с концертов.

## Песни
В песне «Ramp! (The Logical Song)» использованы семплы Supertramp — «The Logical Song» из альбома Breakfast in America 1979 года выпуска, в обработанном виде (переделанные путём ускорения воспроизведения вокала Рика Дэвиса , Роджер Ходжсон и Джона Хелливелла).
В композиции «Siberia» были использованы семплы Marcus Viana — «Hino Ao Sol»
«Am Fenster» содержит семплы City — «Am Fenster». «No Pain, No Gain » содержит семплы Echo & the Bunnymen — «Cutter». «Habanera» из oперы «Carmen» на музыку Бизе.

## Список композиций
Музыка, слова, аранжировка — Эйч Пи Бакстер, Рик Джордан, Аксель Кун, Йенс Теле. Текст — Эйч Пи Бакстер.

### CD 1
1. Ramp! (The Logical Song) (3:53)
2. Aiii Shot The DJ (3:30)
3. Posse (I Need You On The Floor) (3:50)
4. She’s The Sun (Single version) (3:45)
5. I’m Your Pusher (3:48)
6. Fuck The Millennium (Single version) (3:58)
7. Faster Harder Scooter (3:42)
8. Call Me Mañana (Heavy Horses Radio Edit) (3:40)
9. We Are The Greatest (Single version) (3:27)
10. I Was Made For Lovin' You (3:32)
11. How Much Is The Fish? (3:45)
12. Sputnik (3:06)
13. Greatest Beats (3:05)
14. Bramfeld (5:16)
15. Monolake (4:27)
16. New Year’s Day (6:39)
17. Firth Of Forth (3:38)
18. Sunrise (Ratty’s Inferno) (5:39)
19. Siberia (2:53)

### CD 2
1. Habanera — Big Room Mix (5:59)
2. No Pain, No Gain (5:54)
3. Loud And Clear (4:30)
4. Am Fenster (4:16)
5. Ramp! (The Logical Song) — The Original Club Mix (7:23)
6. I’m Your Pusher — Airscape Mix (7:47)
7. Faster Harder Scooter — Signum remix (7:20)
8. Ramp! (The Logical Song) — Starsplash Mix (7:17)
9. Posse (I Need You On The Floor) — Live (4:05)
10. Faster Harder Scooter — Live (3:46)
11. Aiii Shot The DJ — Live (3:36)
12. Call Me Mañana — Live (3:45)
13. How Much Is The Fish? — Live (3:51)

## Награды
«Push The Beat For This Jam (The Second Chapter)» попал в хит-парады 13 стран, получил 5 золотых и одну платиновую запись. Ниже представлены попадания альбома в чарты.
- Венгрия —  Платина, 10
- Норвегия —  Золото, 1
- Швеция —  Золото, 2
- Великобритания —  Золото, 6
- Германия —  Золото, 5
- Чехия —  Золото, 7
- Ирландия — 6
- Эстония — 10
- Австрия — 10
- Финляндия — 29
- Австралия — 39
- Швейцария — 42
- Дания — 55

## Синглы
В качестве сингла вышла 1 композиция с альбома, — «Ramp! (The Logical Song)».
| Обложка | Название                        | Треклист | Награды |
| ------- | ------------------------------- | --- | --- |
|         | Ramp! (The Logical Song) (2001) | Ramp! (The Logical Song) 1. «Ramp! (The Logical song)» (3:53) 2. «Ramp! — Extended mix» (6:07) 3. «Ramp! — The Club mix» (7:00) 4. «Siberia» (2:49)) Limited edition 1. «Radio Edit» (03:53) 2. «Extended Version» (06:07) 3. «The Club Mix» (07:00) 4. «Starsplash Mix» (07:17) 5. «Jay Frog Mix» (06:24) CD single (2-track) 1. «Radio edit» (3:53) 2. «Club mix» (7:23) (really 7:00) | - Австралия — , , 1 - Норвегия — , 1 - Ирландия — , 1 (2002) - Великобритания — , 1 (2002) - Швеция — , 1 - Австрия — 4 - Эстония — 4 - Израиль — 7 - Дания — 10 - Финляндия — 11 - Венгрия — 12 - Швейцария — 14 - Новая Зеландия — 32 - Франция — 53 |